# سوني إكسبيريا Z1 كومباكت
سوني إكسبيريا Z1 كومباكت (بالإنجليزية: Sony Xperia Z1 Compact)‏ هو هاتف ذكي من سوني موبايل كوميونيكيشنز يعمل بنظام أندرويد، تم طرحه في الأسواق في 19 ديسمبر 2013.

## الخصائص
- نظام التشغيل: أندرويد
- الكاميرا الأمامية: 2.2 ميجابكسل
- الكاميرا الخلفية: 20.7 ميجابكسل
- الشاشة: إل سي دي 720×1280
- الوزن: 137 غ (4.8 أونصة)
- المعالج: 2.2 جيجا هرتز رباعي النواة
- الذاكرة: 2 جيجابايت
- التخزين: 16 جيجابايت